# Traagheidsstraal
De traagheidsstraal (ook wel gyratiestraal of gyrostraal) is de straal r of k waarop alle massa m van een lichaam zich zou moeten bevinden om het gegeven traagheidsmoment I ten opzichte van een as te hebben.
Voor het traagheidsmoment van een cirkel geldt:
{\displaystyle I=m\cdot r^{2}=m\cdot k^{2}}
Voor de traagheidsstraal k geldt dan:
{\displaystyle k={\sqrt {\frac {I}{m}}}}